# 二寮
二寮，是臺灣臺南市左鎮區的一個傳統地域名稱，位於該區西南部，相較於今日行政區，其範圍約位於二寮里中部，面積0.27平方公里。二寮觀日亭被譽為臺灣三大日出聖地之一。

## 歷史
最初有林姓和余姓兩戶人家在此建屋墾荒，因而得名。現今有林、陳、童、蔡、穆等姓居住於此，二寮林氏與草山洞源林氏同出一脈，源自同一位開基祖，知名人物有林清標。

## 地理

### 日出
二寮以其獨特的白堊地形和全臺灣最低海拔的日出聞名，景色千變萬化，有時霧裡透亮，有時又光芒萬丈。每年六至九月，或是前一晚下大雨的清晨，是觀賞日出的最佳時機。一年中最早的日出時間為05:12，最晚為06:41。

### 地形與地貌
二寮北面與岡仔林相鄰，南面與柑仔園接壤，主幹道南北貫穿，行於山脊之上。地質屬於白堊土，形成了獨特的月世界地貌。向東遠眺可以看到草山。

### 生態
二寮遍布茂盛的竹林，每年春天，竹葉會枯黃和泛紅，滿山黃紅交織。此地屬於保安林地和水源保護區，竹子、銀合歡等樹木不得隨意修剪，需考量水土保持。

### 水文
附近的溪流有岡林溪和塔流溪。其中有些水域會湧出大量天然氣氣泡，直徑約兩三公分，並夾雜灰白色泥土，使得溪水變色。

## 休閒旅遊

### 二寮觀日亭

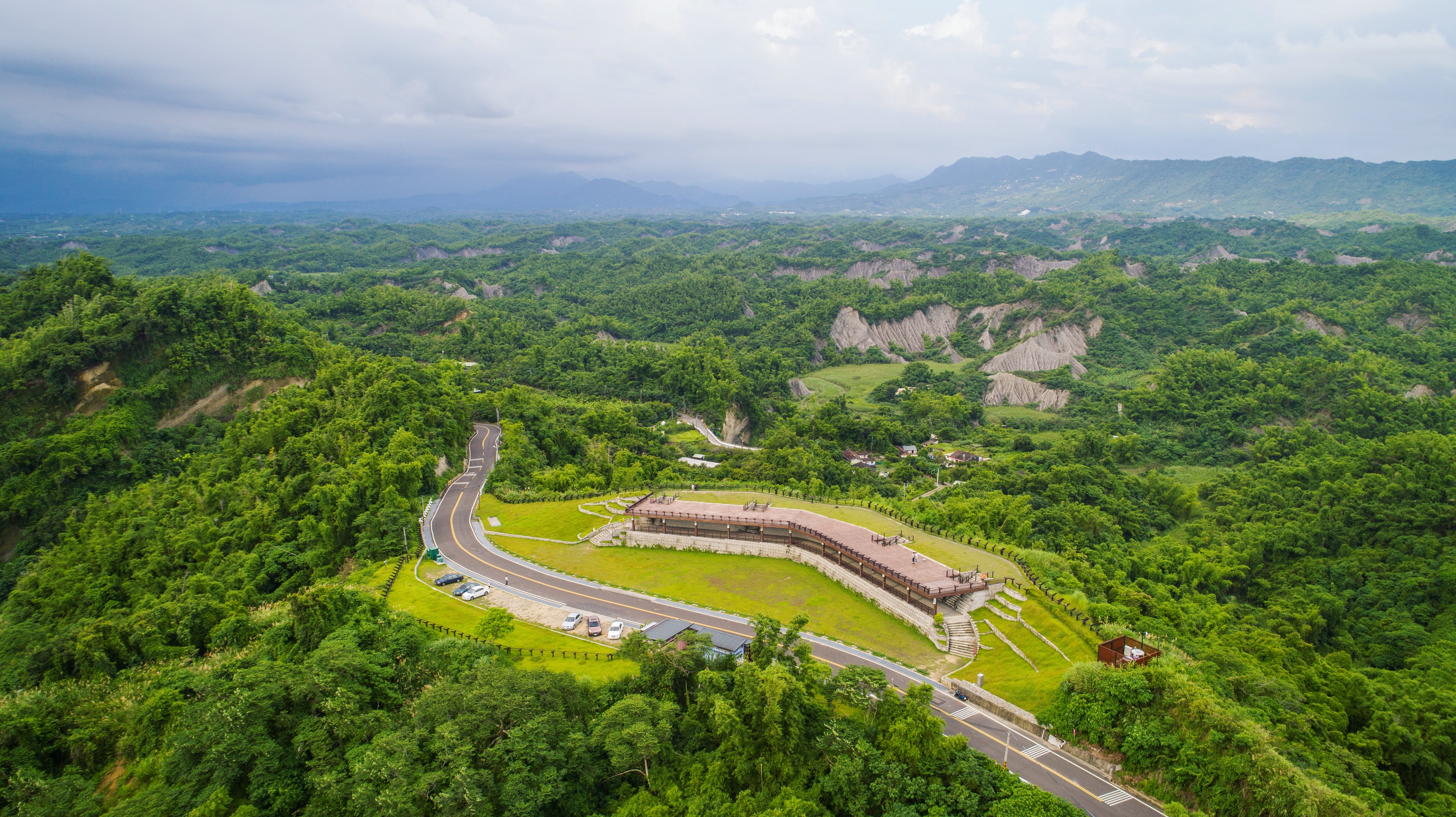
二寮觀日亭

「北格頭、中五城、南二寮」合稱為攝影界的三大日出聖地，其中二寮因其最低海拔、最接近市區、最長觀日線，有「最接近城市的曙光」之稱。二寮共有四座觀景平臺，分別是部落觀景點、觀日亭點、獅頭觀景點和伏牛觀景點。其中新建的觀日亭點造價逾三千萬元，能同時容納約兩千名遊客，並設有停車場和公共廁所。儘管臺南市政府自109年起停辦跨年活動，每年元旦仍會吸引大批遊客前來迎接新年第一道曙光。

## 交通
二寮的主幹道為南162線。每年元旦，為確保交通順暢和安全，會實施交通管制。管制時間為1月1日凌晨0時至9時，禁止四輪及以上車輛進入，僅允許機車、自行車、公務車輛和當地居民的車輛通行。管制路段包括：岡林派出所至柑仔園、南162線與南162-1線路口至柑仔園，以及烏樹林至南162-1線的路段。

## 廟宇
庄廟聖安宮建於民國七十八年，主祀神明為天上聖母。